# Unimog 407
Der Unimog 407 ist ein Fahrzeug der Unimog-Reihe von Mercedes-Benz. Die Daimler-Benz AG baute ihn als Nachfolger des Unimog 421 zwischen 1988 und 1993 im Mercedes-Benz-Werk Gaggenau. Es entstanden von dieser leichten Unimog-Baureihe insgesamt 789 Fahrzeuge in drei Baumustern. Es gab ihn nur noch mit kurzem und langem Radstand und geschlossenem Fahrerhaus, also nicht wie den Vorgänger auch als Triebkopf oder mit offenem Fahrerhaus. 1993 wurde er vom Unimog 408 abgelöst.

## Baumuster des Unimog 407
| Baumuster | Modellbezeichnung | Fahrerhaus  | Radstand | Leistung     | Produktionszahlen | Anmerkungen |
| --------- | ----------------- | ----------- | -------- | ------------ | ----------------- | ----------- |
| 407.100   | U600              | geschlossen | 2250 mm  | 38 kW, 44 kW | 588               |             |
| 407.110   | U650              | geschlossen | 2605 mm  | 44 kW        | 145               |             |
| 407.111   | U650L             | geschlossen | 2605 mm  | 44 kW        | 56                |             |
| 407.200   | U600              | geschlossen | 2250 mm  | 38 kW, 44 kW | 0                 | nur geplant |
| 407.210   | U650              | geschlossen | 2605 mm  | 44 kW        | 0                 | nur geplant |
| 407.211   | U650L             | geschlossen | 2605 mm  | 44 kW        | 0                 | nur geplant |